# 尤里·凯基
尤里·凯基（義大利語：Jury Chechi，1969年10月11日—），意大利男子竞技体操运动员。他曾参加1988年、1996年和2004年三届夏季奥运会，其中在1996年奥运会获得男子吊环金牌，2004年奥运会获得男子吊环铜牌。